# Rue du Saule
La rue du Saule est une voie de la commune française d'Antony dans les Hauts-de-Seine.

## Situation et accès
Cette rue est desservie par la gare des Baconnets.

## Origine du nom

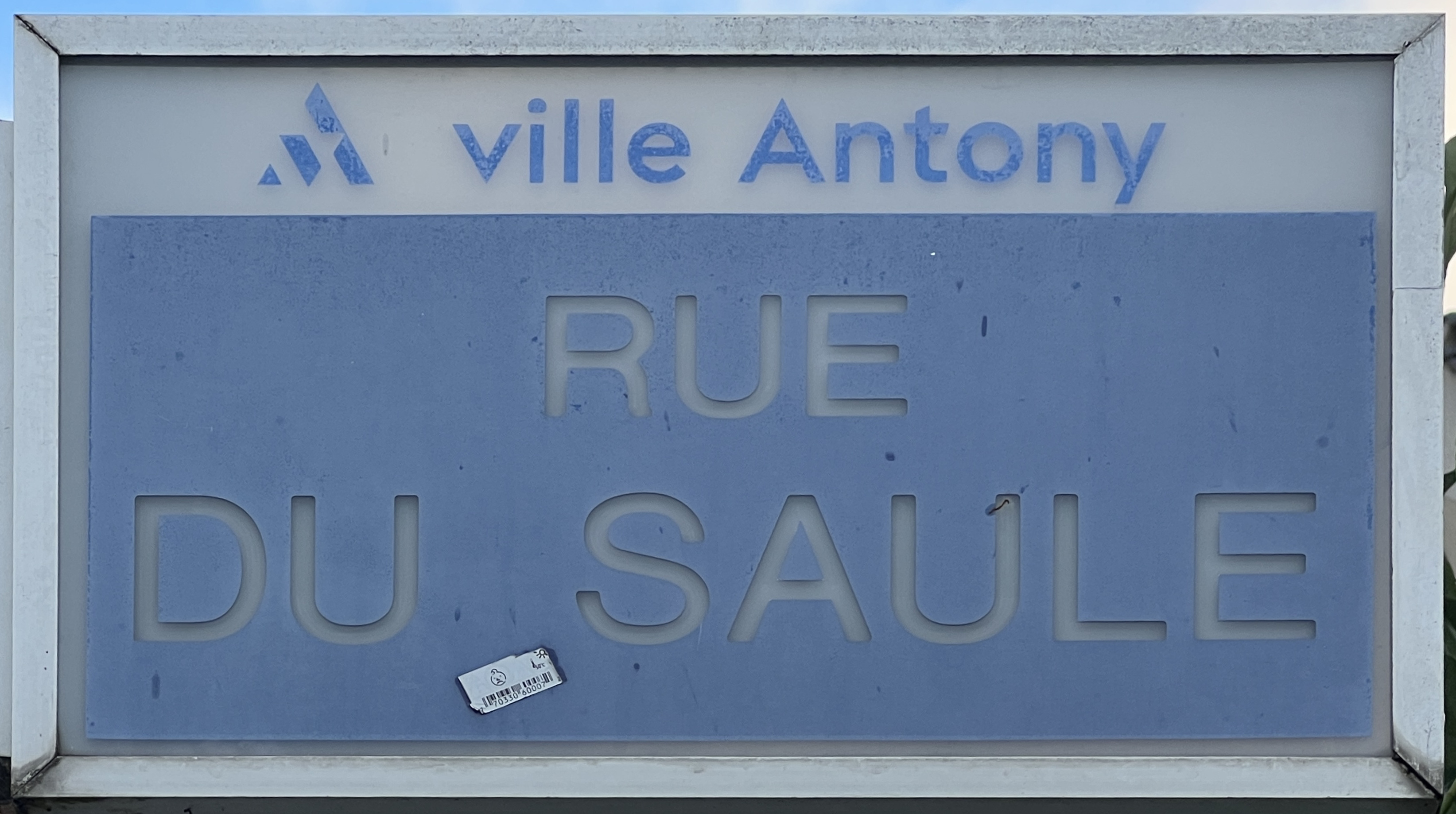
Plaque de la rue.

## Bâtiments remarquables et lieux de mémoire
- Église Sainte-Jeanne-de-Chantal d'Antony, construite en 1932[1].

## Pour approfondir